# Quisling

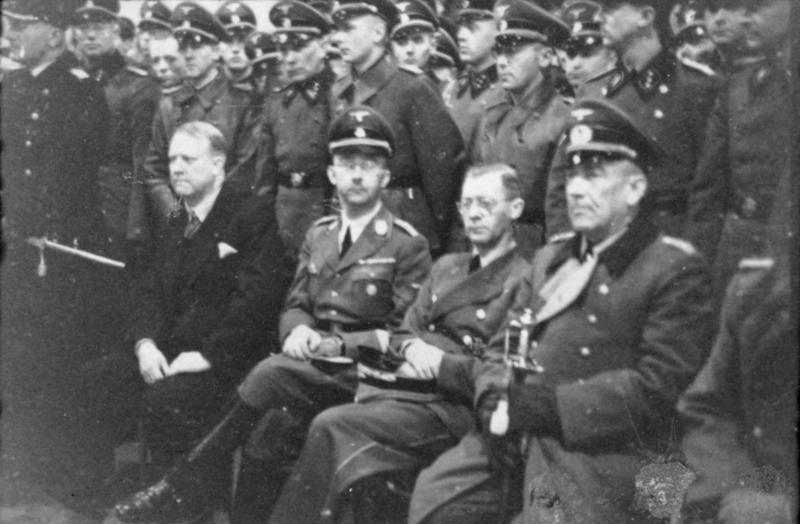
Vidkun Quisling, Heinrich Himmler, Josef Terboven, e Nikolaus von Falkenhorst sentados em frente a oficiais da Waffen-SS, Exército e Força Aérea Alemã em 1941

Quisling (/ˈkwɪzlɪŋ/, Norueguês: /ˈkvɪ̂slɪŋ/) é um termo usado nas línguas escandinavas e em inglês que significa um cidadão ou político de um país ocupado que colabora com uma força de ocupação inimiga – ou mais geralmente como sinônimo de traidor. A palavra se origina do sobrenome do líder norueguês do tempo de guerra, Vidkun Quisling, que chefiou um regime colaboracionista nazista durante a ocupação alemã da Noruega na Segunda Guerra Mundial.

## Origem
O uso do sobrenome de Vidkun Quisling como termo é anterior à Segunda Guerra Mundial. O primeiro uso registrado do termo foi pelo político do Partido Trabalhista Norueguês, Oscar Torp, em uma entrevista a um jornal em 2 de janeiro de 1933, onde o usou como um termo geral para os seguidores de Quisling. Quisling estava neste ponto no processo de criação do partido Nasjonal Samling (Unidade Nacional), um partido fascista inspirado no Partido Nazista Alemão. Outros usos do termo foram feitos por Aksel Sandemose, em um artigo de jornal no Dagbladet em 1934, e pelo jornal Vestfold Arbeiderblad, em 1936. O termo com significado oposto, patriota norueguês, é Jøssing.

## Popularização na Segunda Guerra Mundial
O uso do nome como um termo para colaboradores ou traidores em geral provavelmente surgiu após o golpe de estado malsucedido de Quisling em 1940, quando ele tentou tomar o poder e fazer a Noruega parar de resistir aos invasores alemães. O termo foi amplamente apresentado ao público de língua inglesa pelo jornal britânico The Times. Publicou um editorial em 19 de abril de 1940 intitulado "Quislings em todos os lugares", no qual afirmava que "Para os escritores, a palavra Quisling é um presente dos deuses. Se eles tivessem recebido a ordem de inventar uma nova palavra para traidor… eles dificilmente poderia ter encontrado uma combinação de letras mais brilhante. Auditivamente, consegue sugerir algo ao mesmo tempo escorregadio e tortuoso. O Daily Mail adotou o termo quatro dias após a publicação do editorial do The Times. The War Illustrated discutiu "potenciais Quislings" entre os holandeses durante a invasão alemã da Holanda. Posteriormente, a BBC tornou a palavra de uso comum internacionalmente.
Chips Channon descreveu como durante o Debate na Noruega de 7 a 8 de maio de 1940, ele e outros parlamentares conservadores que apoiaram o primeiro-ministro do Reino Unido, Neville Chamberlain, chamaram aqueles que votaram contra uma moção de censura de "Quislings". O sucessor de Chamberlain, Winston Churchill, usou o termo durante um discurso aos Delegados Aliados no Palácio de St. James em 12 de junho de 1941, quando disse: "Uma raça vil de Quislings — para usar uma nova palavra que carregará o desprezo da humanidade ao longo dos séculos — é contratado para bajular o conquistador, para colaborar em seus desígnios e para impor seu domínio sobre seus compatriotas enquanto eles próprios se humilham. Ele usou o termo novamente em um discurso às duas casas do Congresso nos Estados Unidos da América em 26 de dezembro de 1941. Comentando o efeito de uma série de vitórias aliadas contra as forças do Eixo e, além disso, a decisão dos Estados Unidos de entrar na guerra, Churchill opinou: "A esperança regressou aos corações de dezenas de milhões de homens e mulheres, e com essa esperança há queima a chama da raiva contra o invasor brutal e corrupto. E queima ainda mais ferozmente o fogo do ódio e do desprezo pelos imundos Quislings que ele subornou. O termo posteriormente entrou na linguagem e se tornou alvo de cartunistas políticos.
Em sua obra "Os Povos Iugoslavos Lutam para Viver", Josip Broz Tito fez várias descrições de seus inimigos como Quislings, incluindo o General Milan Nedić ("o Quisling sérvio") e o Dr. Ante Pavelić ("o criminoso Quisling croata… uma criatura de Mussolini e Hitler").
Nos Estados Unidos, era usado com frequência. No desenho animado da Warner Bros. Tom Turk and Daffy (1944), foi proferido por um peru de Ação de Graças cuja presença é traída a Gaguinho por Patolino. No filme americano Edge of Darkness (1943), sobre a Resistência na Noruega, o irmão da heroína é frequentemente descrito como um traidor.

### Forma verbal
O verbo formado por trás, to quisle (/ˈkwɪzəl/) existe, e deu origem a uma versão muito menos comum do substantivo: quisler. No entanto, a forma verbal era rara mesmo durante a Segunda Guerra Mundial e desapareceu completamente do uso contemporâneo.

## Uso pós-guerra
Quisling foi aplicado a alguns que cooperaram com as aquisições comunistas. A título de ilustração, o renegado social-democrata Zdeněk Fierlinger da Checoslováquia foi frequentemente ridicularizado como "Quislinger" pela sua colaboração com o Partido Comunista da Checoslováquia.
Em uma história de Doctor Who, The Day of the Daleks (1972), o Doctor chama um homem que colabora com os Daleks de Quisling.
"O Jogo Patriota", uma das canções mais conhecidas que surgiram da luta nacionalista irlandesa, inclui a frase "…aqueles quislings que esgotaram o Jogo Patriota" em algumas versões (embora o original use "covardes" e outras versões substituem "rebeldes" ou "traidores").
Na série de televisão norueguesa Occupied, os noruegueses que são vistos como colaboradores dos invasores russos e mais tarde das forças de manutenção da paz da União Europeia são chamados de Quislings.
O romance de Max Brooks, Guerra Mundial Z, de 2006, apresenta sobreviventes que enlouquecem devido ao apocalipse e fingem ser zumbis, chegando ao ponto de morder e comer outros sobreviventes. Esses sobreviventes parecidos com zumbis são chamados de Quislings.
No epílogo de Farnham's Freehold, de Robert A. Heinlein, uma placa é afixada listando os bens e serviços disponíveis. Um dos itens listados é "Jerked Quisling (pelo pescoço)".

## Século XXI
No início do século XXI, o termo demonstrou continuidade, pois foi usado por alguns escritores americanos para descrever o presidente Donald Trump e seus associados com base no fato de que a Rússia interferiu nas eleições presidenciais dos EUA de 2016 em favor de Donald Trump. Por exemplo, em uma coluna do New York Times de junho de 2018, Paul Krugman chamou o presidente dos EUA Trump de "quesling", em referência ao que Krugman descreveu como Trump "servir aos interesses de senhores estrangeiros às custas de seu próprio país" e "defender a Rússia enquanto ataca nossos aliados mais próximos". Outras publicações também aplicaram o termo. Por exemplo, Joe Scarborough no The Washington Post ("Estes são tempos desesperadores para os quislings de Trump"), Rich Lowry no Politico ("A elite do Partido Republicano… é o estabelecimento quisling"), o ex-Diretor da Casa da Moeda dos Estados Unidos, Philip N. Diehl, em The Hill ("A referência histórica que mais apropriadamente se aplica aos republicanos pró-Trump é a dos Quislings"), David Driesen em History News Network ("Trump busca um governo de quislings"), Dick Polman na estação NPR WHYY-FM ("Desde o verão passado, a maioria dos republicanos marinaram em sua covardia… O próximo passo em direção à tirania local — a fase de quisling — já começou"), e assim por diante.
Em 7 de julho de 2020, Lord Chris Patten, ex-governador de Hong Kong, descreveu Carrie Lam, a Chefe do Executivo de Hong Kong, como uma “figura lamentável de Quisling na história de Hong Kong”. Em 10 de fevereiro de 2022, Patten expandiu o uso do termo Quislings para descrever Lam, a Força Policial de Hong Kong e o Judiciário de Hong Kong, durante um debate sobre o Projeto de Lei de Nacionalidade e Fronteiras.

### Leitura Adicional
- Hayes, Paul M., Quisling: the Career and Political Ideas of Vidkun Quisling 1887-1945 (David & Charles, 1971)
- Borgersrud, Lars. "9 April revised: on the Norwegian history tradition after Magne Skodvin on Quisling and the invasion of Norway in 19401." Scandinavian Journal of History 39.3 (2014): 353–397, historiography
- Dahl, Hans Fredrik. Quisling: a study in treachery (Cambridge UP, 1999).